# Famille de Pechpeyrou-Comminges de Guitaut
La famille de Pechpeyrou-Comminges de Guitaut, anciennement de Pechpeyrou, est une famille subsistante de noblesse médiévale, sur preuves de 1346, originaire du Quercy.

## Histoire
La famille de Pechpeyrou-Comminges de Guitaut est la branche subsistante de la famille de Pechpeyrou, originaire du Quercy.
À la fin du XVIe siècle, la famille de Pechpeyrou se scinde en deux branches :
- la branche aînée, de Pechpeyrou-Beaucaire, fixée à Lauzerte , est issue de Bernard de Pechpeyrou (1564-1622), « baron de Beaucaire » (à Lauzerte) et seigneur de Pechpeyrou, gentilhomme ordinaire de la chambre du roi. Elle s'éteignit en ligne masculine en 1827 ;
- la branche cadette, de Pechpeyrou-Comminges de Guitaut, fixée à Montesquieu-Guittaut[3] (le blason de cette commune comporte toujours les quatre otelles d'argent sur fond de gueules, inspirées par les armes du Comminges où les quatre otelles/amandes d'argent délimitent une croix pattée rouge), puis à Époisses, est issue de Pons de Pechpeyrou (1565-?), seigneur de Montbarla, marié en 1593 avec Françoise de Comminges, fille de François de Comminges, seigneur de Guitaut, et de Catherine de Noailhan. Le contrat de mariage entre Pons et Françoise stipule que leurs enfants à naître ajouteraient à leur nom et à leurs armes ceux de la famille de Comminges. La famille de Pechpeyrou-Comminges de Guitaut n'est donc pas à confondre avec la famille subsistante de Comminges qui est de noblesse d'extraction chevaleresque sur preuves de 1385 et qui porte de gueules à quatre otelles d'argent posées en sautoir[4]. Au XVIIe siècle, le petit-fils de Pons de Pechpeyrou et de Françoise de Comminges, Guillaume de Pechpeyrou-Comminges de Guitaut, combat sous les ordres du Grand Condé, dont il devient proche, et est fait chevalier de l'ordre du Saint-Esprit. Par son mariage avec Madeleine de La Grange d'Arquien, héritière du « marquisat d'Époisses »[5], il fixe sa famille en Bourgogne. Au XVIIIe siècle, la famille[Qui ?] est admise aux honneurs de la Cour[4]. Depuis le XIXe siècle elle compte parmi ses membres un général de brigade, un ambassadeur de France. Elle a été admise à l'Association d'entraide de la noblesse française (ANF) en 1939[1].

## Filiation
- Guillaume de Pechpeyrou-Comminges de Guitaut (1626-1685). Épouse Antoinette Élisabeth de Verthamon, d'où[2] :
  - Louis Athanase de Pechpeyrou-Comminges de Guitaut (1681-1748). Épouse Madeleine Chamillart, d'où :
    - Alexandre de Pechpeyrou-Comminges de Guitaut (1736-1763). Épouse Louise-Adélaïde Durey de Mesnières, d'où :
      - Charles de Pechpeyrou-Comminges de Guitaut (1759-1835). Épouse Charlotte-Victoire du Champ d'Assaut, d'où :
        - Athanase de Pechpeyrou-Comminges de Guitaut (1787-1835). Épouse Henriette de Thomassin de Bienville, d'où :
          - Charles de Pechpeyrou-Comminges de Guitaut (1815-1892). Épouse Louise Le Cornu de Balivière, d'où :
            - Athanase de Pechpeyrou-Comminges de Guitaut (1839-1908). Épouse Louise Soult de Dalmatie, d'où :
              - Henri de Pechpeyrou-Comminges de Guitaut (1876-1946). Épouse Eléonore d'Ursel, d'où :
                - Charles de Pechpeyrou-Comminges de Guitaut (1908-1986). Épouse Anne-Marie Gilormini, d'où :
                  - Christian de Pechpeyrou-Comminges de Guitaut (1939-1992). Épouse Anne Féris.

                - Jean de Pechpeyrou-Comminges de Guitaut (1913-1992). Épouse Élisabeth Blanquet du Chayla, d'où :
                  - Bénigne de Pechpeyrou-Comminges de Guitaut (1948-2020). Épouse Marie-Noëlle Doué, d'où :
                    - Nicolas de Pechpeyrou-Comminges de Guitaut. Épouse Lucie Jouault.

## Personnalités
- Gaillard III de Pechpeyrou, tué à la bataille de Crécy en 1346[6].
- Jean II de Pechpeyrou, maître d'hôtel de la reine Anne de Bretagne en 1498[6].
- Henri de Pechpeyrou, mort à la bataille de Jarnac, étant lieutenant d'une compagnie de cent hommes d'armes[6].
- Guillaume de Pechpeyrou de Guitaut, gouverneur en 1648 des îles Sainte-Marguerite et de Saint-Honorat, capitaine des chevau-légers du prince de Condé[6].
- Guillaume de Pechpeyrou-Comminges de Guitaut, gouverneur des îles de Lérins, chambellan et premier gentilhomme du prince de Condé, chevalier de l'ordre du Saint-Esprit, il combat dans les troupes de ce prince.
- Charles de Pechpeyrou-Comminges de Guitaut, gouverneur général par intérim des Antilles françaises (1691, 1700-1701, 1701-1702)[7]
- Louis-Athanase de Pechpeyrou-Comminges de Guitaut, colonel du régiment de Guittaud de 1702 à 1706, lieutenant général le 1er août 1748[8]
- Gilles-Gervais de Pechpeyrou (?-1776), maréchal de camp en 1748
- René de Pechpeyrou-Comminges de Guitaut (1823-?), ambassadeur en Suisse puis en Belgique[9]
- Bertrand-Paul-Philippe de Pechpeyrou-Comminges de Guitaut (1858-1937), général de brigade[10]
- Antoinette de Pechpeyrou-Comminges de Guitaut (1885-1961), historienne

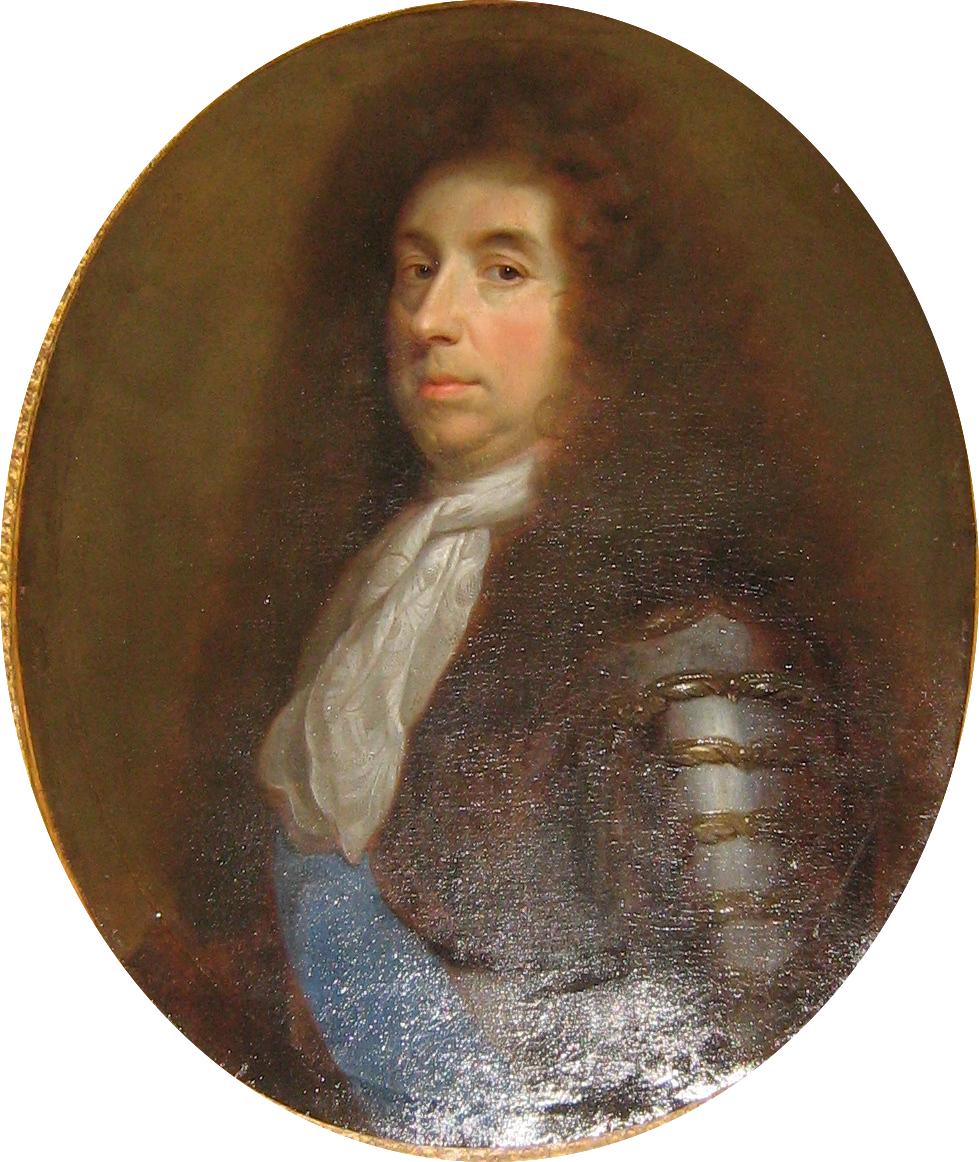
Guillaume de Pechpeyrou-Comminges de Guitaut (XVIIe siècle)
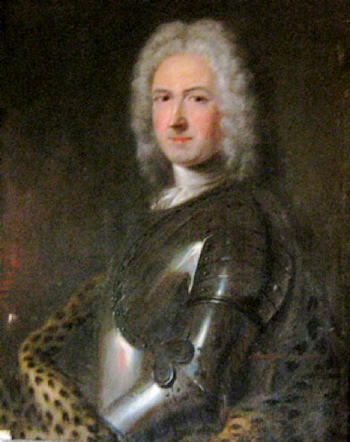
Louis Athanase de Pechpeyrou-Comminges de Guitaut (1681-1748)
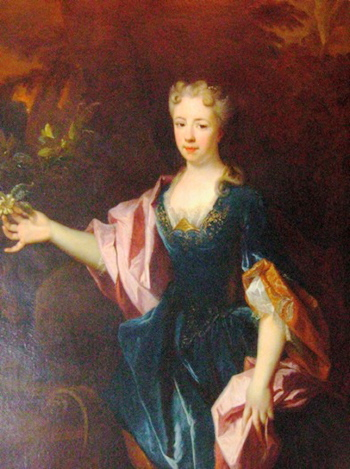
Madeleine de Chamillart (1701-1772), comtesse de Guitaut
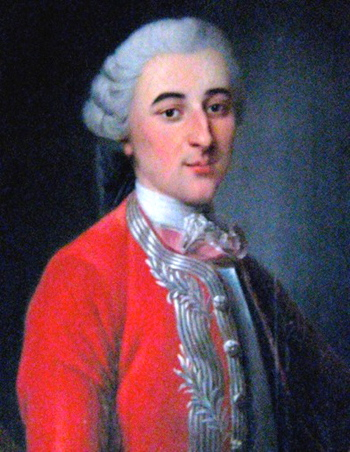
Alexandre de Pechpeyrou-Comminges de Guitaut (1736-1763), marquis d'Époisses
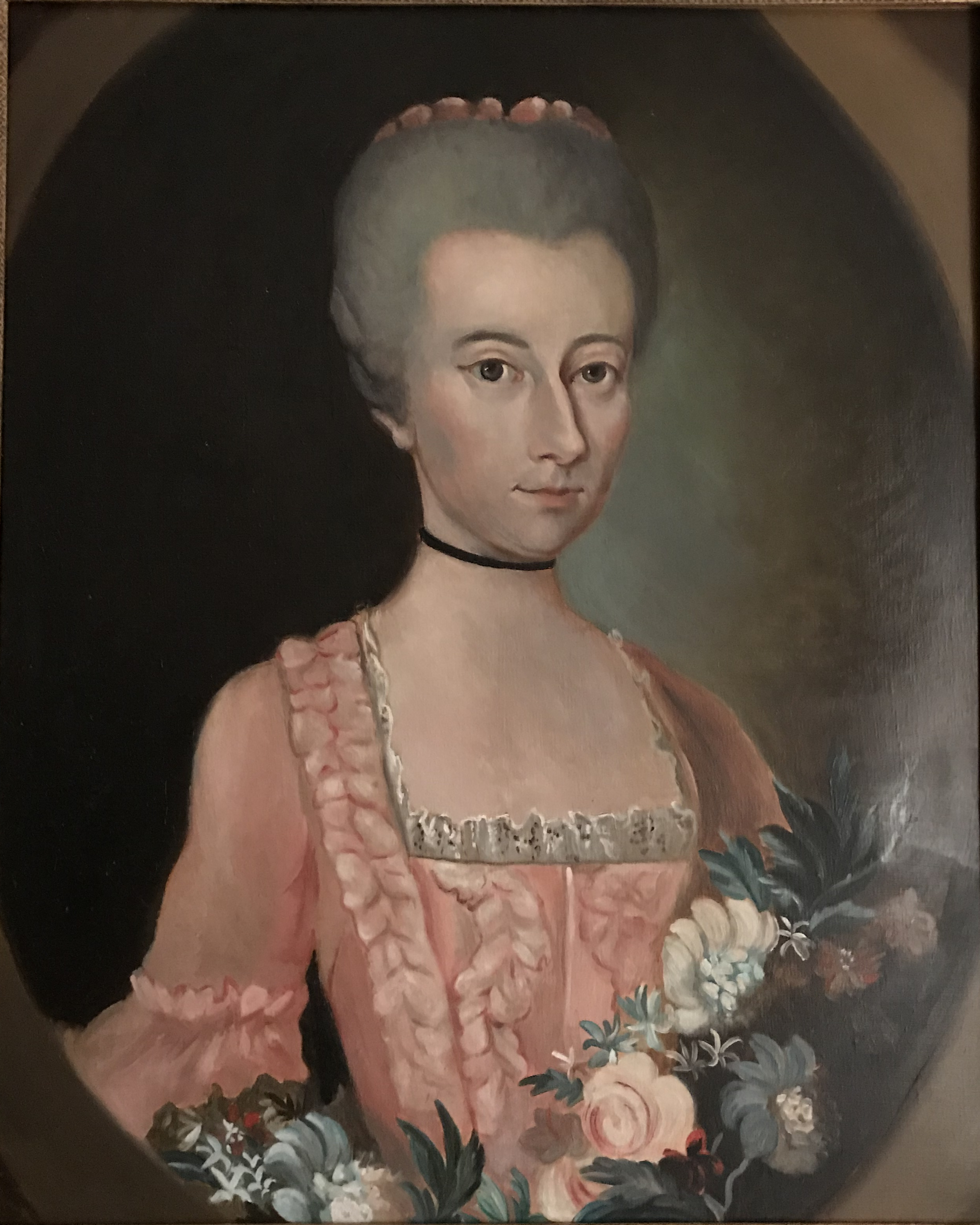
Louise-Adelaïde Durey de Mesnières, comtesse de Guitaut (1741-1820)
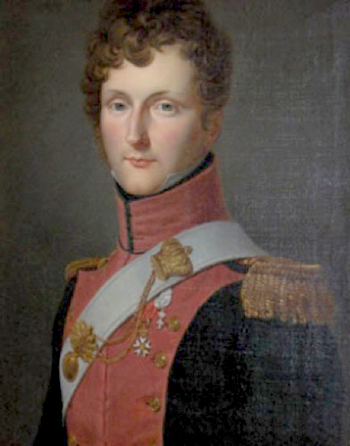
Athanase de Pechpeyrou Comminges de Guitaut (1787-1835)
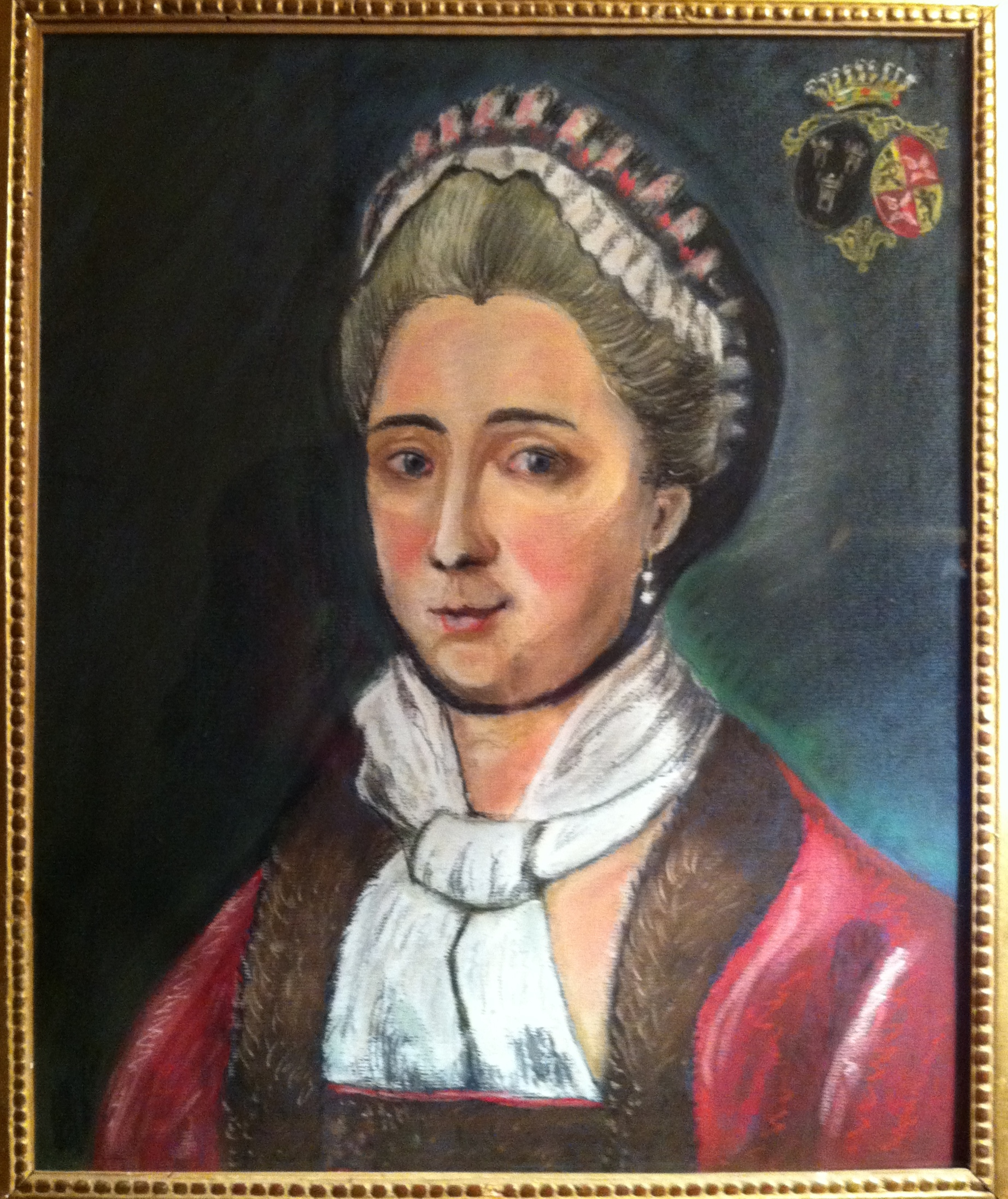
La comtesse de Lavaulx, née de Guitaut
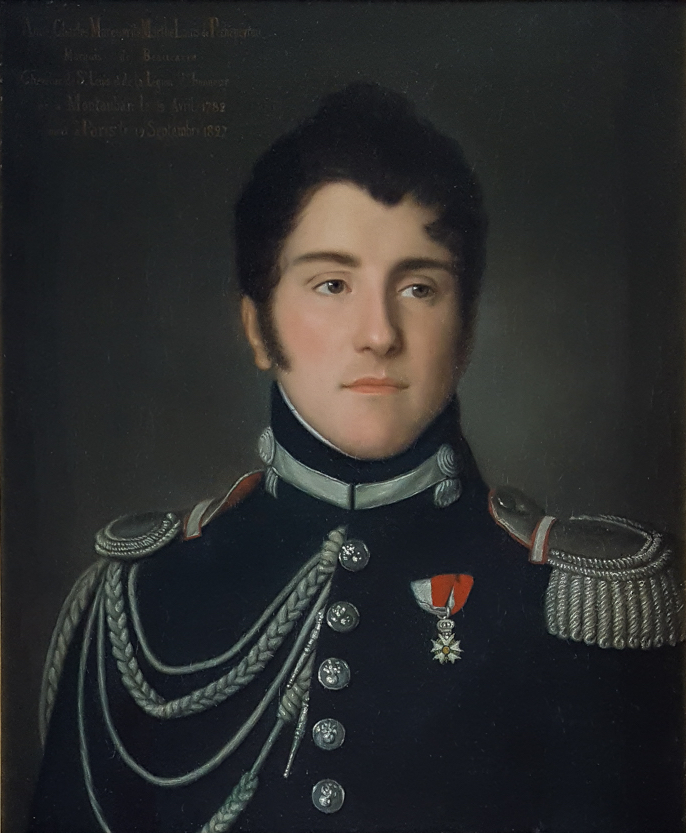
Anne-Charles-Marguerite-Marthe-Louis de Pechpeyrou (1782-1827), dernier marquis de Beaucaire
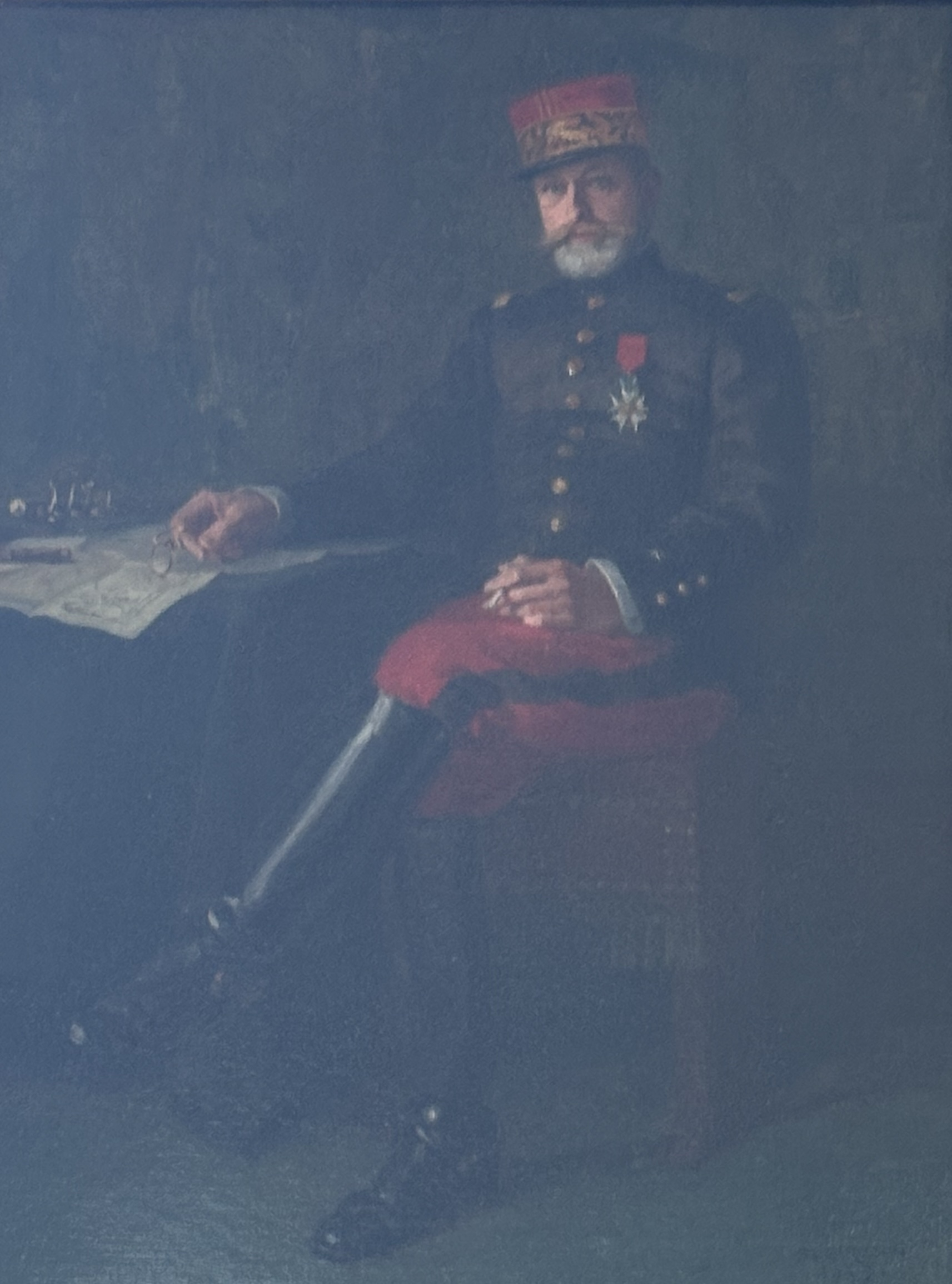
Bertrand Paul Philippe de Pechpeyrou Comminges de Guitaut (1858-1937), général de brigade

## Châteaux et demeures
- Château de Pechpeyrou, en Quercy, siège de la seigneurie familiale
- Château de Beaucaire, à Lauzerte, résidence de la branche des « marquis de Beaucaire »
- Château de Guitaut, en Comminges, fief de la branche des « comtes de Guitaut »
- Château de Lavalade, à Castelsarrasin
- Château de Tresneau, en Thymerais, demeure de la « comtesse de Guitaut », née Durey de Mesnière
- Château d'Époisses, en Bourgogne : en 1661, la famille de Pechpeyrou-Comminges de Guitaut s'établit en Bourgogne, après avoir acquis par mariage, la terre d'Époisses. La famille de Pechpeyrou-Comminges de Guitaut possède toujours le château.

Le château d'Époisses (Bourgogne)

## Alliances
Les principales alliances de la famille de Pechpeyrou-Comminges de Guitaut sont : de Comminges (1593), d'Eygua, de La Grange d'Arquien, de Verthamon, de Chamillart, Durey de Mesnières, du Champ d'Assaut, de Thomassin de Bienville, Le Cornu de Balivière, Soult de Dalmatie, de Bresson (1842), de Wendel (1843), d'Irumberry de Salaberry (1861), Hoskier (1888), de Solages (1892), Merlin d'Estreux de Beaugrenier (1896), d'Ursel, Gilormini, Féris, L'Épine, Doué, Jouault, Burrus (1947), Chastellux, Mathieu de Vienne, Jourdan de Savonnières, Marzloff, Certain de Germay de Cirfontaine (1997), de Lavaulx, de Froissard.

## Armes, devise
Écartelé : aux 1 et 4, d'or, au lion de sable armé, lampassé et couronné de gueules (Pechpeyrou) ; aux 2 et 3 : de gueules, à quatre otelles d'argent adossées en sautoir (Comminges).
- un léopard lionné d'or à dextre (Pechpeyrou)
- une licorne d'argent à senestre (Comminges)

Cimier : un lion issant de sable, armé, lampassé et couronné de gueules (Pechpeyrou)
Devise : Ut fata trahunt (Ils vont vers leur destin)
Les titres portés par cette famille sont des titres de courtoisie.